# لو موريسون
لو موريسون (بالفرنسية: Lew Morrison)‏ (و. 1948  م) هو لاعب هوكي الجليد كندي، ولد في غاينسبورو، مركز لعبه هو جناح ‏.

## روابط خارجية
- لو موريسون على موقع دوري الهوكي الوطني (الإنجليزية)
- لو موريسون على موقع قاعة مشاهير الهوكي (لاعب أن.إتش.أل) (الإنجليزية)
- لو موريسون على موقع EliteProspects.com (الإنجليزية)
- لو موريسون على موقع HockeyDB.com (الإنجليزية)
- لو موريسون على موقع Hockey-Reference.com (الإنجليزية)